# سامانه اتوبوس تندرو تهران
سامانه اتوبوس تندرو تهران که با نام بی‌آرتی (مخفف عبارت انگلیسی bus rapid transit) هم شناخته می‌شود، نخستین سامانه اتوبوس تندرو در ایران است. نخستین خط این سامانه که فاصله میان چهارراه تهرانپارس در شرق تهران تا میدان آزادی در غرب تهران می‌پیماید، در ۲۲ اردیبهشت ۱۳۸۶ راه‌اندازی گردید و سپس به تدریج کامل شد و دیگر خطوط نیز به همین منوال راه‌اندازی شدند.

## پیشینه
باوجود همه مشکلات و مسائل ایجاد شده بر سر راه این پروژه، شهرداری تهران با حمایت شورای شهر تصمیم به ادامه اجرا طرح گرفتند. با پیشنهاد دولت مصوبه ای تحت عنوان تبصره ۱۳ در خصوص حمایت از سامانه‌های اتوبوسرانی با تولیدات داخل به تصویب مجلس رسید و در این راستا اتوبوس‌های داخلی بسیاری طی سال‌های ۱۳۸۵ تا ۱۳۹۰ توسط دولت به تهران تخصیص شد که تقریباً همه آنها توسط شهرداری به بخش خصوصی واگذار و بعدها مشخص شد که این طرز خصوصی‌سازی اشتباه و شکست این روش در سالهای ۱۳۹۹ تا ۱۴۰۱ اثبات شد.
شهرداری تهران بدون توجه به تبصره ۱۳ اقدام به خرید اتوبوس‌های دوکابین خارجی از محل اعتبارات خود یا همان عوارض شهروندان نمود که بر خلاف ادعاهای آن سال‌های مسئولین وقت شهرداری تهران، در سال ۱۴۰۱ چمران رئیس شورای ششم شهر تهران و رئیس وقت شورای شهر سوم (راه اندازی خط ۱ اتوبوس تندرو در سال ۱۳۸۶) اعلام رسمی نمود که با همکاری دولت و معافیت‌های مالیاتی و گمرکی دولت وقت در سال ۱۳۸۷ و بعد از آن اتوبوس‌های دوکابین با حمایت دولت از چین وارد کشور شدند. مهم‌ترین شاخصه این اتوبوس‌ها، وجود درهای اتوبوس در سمت چپ است.

### موانع تصویب و ایجاد سامانه اتوبوس تندرو
عدم آشنایی شورای شهر با این سامانه
خسرو دانشجو سخنگوی وقت شورای شهر تهران در گفتگو با خبرنگار «شهری» خبرگزاری دانشجویان ایران (ایسنا) در تاریخ ۱۰ شهریور ۸۶، با اشاره به این که شورای شهر تهران نسبت به اجرای خط ویژه مصوب در خیابان آزادی تأیید و تأکید دارد افزود: «اگر قرار بر ورود سامانه جدید به مجموعه ترابری عمومی است، این سامانه باید در شورای شهر تهران تصویب و پس از طی مراحل و کانال قانونی اجرایی شود.»
مخالفت پلیس
سردار محمد رویانیان رئیس پلیس راهنمایی و رانندگی وقت نیروی انتظامی با اشاره به این که اجرای سامانه تندرو با پلیس هماهنگ نشده است، گفت: «سامانه تندرو ابهاماتی دارد که باید شهرداری تهران آنها را رفع کرده و از سوی دیگر اجرای این طرح برای ۷ منطقه راهنمایی و رانندگی، ترافیک ایجاد کرده است.» به گزارش خبرنگار شهری خبرگزاری دانشجویان ایران (ایسنا)، سردار رویانیان در تاریخ ۵ شهریور ۸۶ با اشاره به این که سامانه تندرو در مسیر انقلاب - آزادی موجب اختلال در بخشی از نظم ترافیکی این مسیر شده است، گفت: «سامانه اتوبوس تندرو از نظر شورای عالی ترافیک، ابهاماتی دارد که قرار شده معاون ترافیک شهردار این ابهامات را پاسخ دهد.»
مخالفت معاون عمرانی وزیر کشور
به گزارش خبرنگار شهری ایسنا مهندس مهدی هاشمی، معاون عمرانی وزیر کشور و رئیس سازمان شهرداری‌ها و دهیاری‌ها کشور در تاریخ ۱۸ شهریور ۱۳۸۶ در نشستی خبری در پاسخ به پرسش خبرنگاران در مورد ابهامات طرح موسوم به سامانه اتوبوس تندرو شهرداری تهران توضیح داد. وی دربارهٔ سامانه راه‌اندازی شده تندرو گفت: «تصور در مورد این سامانه اشتباه است و طرح اجرا شده از سوی شهرداری تهران بی‌آرتی نیست.» وی با اشاره به مشخصات خطوط بی‌آرتی مثل سکوهای وسط خط ویژه، پل‌های روگذر یا زیرگذر عابر در خط ویژه و اتوبوس‌های چپ در، خاطر نشان کرد: «در طرحی که شهرداری تهران تعریف کرده، مشخص نیست که عابران از کجا عبور کنند و تکلیف نرده‌هایی که ورود مسافران را بسته چه می‌شود.» همچنین رئیس سازمان شهرداری‌ها و دهیاری‌های کشور با تأکید بر این که در مراحل اولیه طرحی برای این سازمان ارسال نشده، اضافه کرد: «پس از مکاتبه با راهنمایی و رانندگی و برخی اظهار نظرها و خواستن‌ها طرح اولیه‌ای ارائه شد و در نهایت نمایندگان شهرداری تهران اعلام کردند که این طرح بی‌آرتی نیست بلکه احداث خط ویژه است.»
حرکت کند صنایع خودروسازی در زمینه ساخت اتوبوس
رئیس هیئت مدیره اسنا خودرو تبریز گفت: همزمان با سال حمایت از تولید، کار و سرمایه ایرانی، نخستین خط تولید اتوبوس‌های دوکابین در سطح خاورمیانه توسط گروه صنعتی اسنا خودرو در هفته دولت امسال در تبریز راه‌اندازی می‌شود.
خسرو دانشجو سخنگوی وقت شورای شهر تهران در گفتگو با خبرنگار «شهری» خبرگزاری دانشجویان ایران (ایسنا) در تاریخ ۱۰ شهریور ۸۶، با اشاره به این که لازمه خرید اتوبوس‌های نو دو یا سه کابین، اخذ مصوبه شورای شهر تهران برای این خرید است، افزود «ورود هر سامانه جدید غیر از اتوبوس‌های موجود، قطعاً مصوبه شورای شهر تهران را می‌خواهد» و تصریح کرد: «شهردار تهران نیز در جلسه شورا بر این مسئله تأکید کردند و گفتند که مسئولان شهرداری نباید از لفظ بی‌آرتی استفاده کنند و طرح کنونی مدیریت بر امکانات موجود است. همچنین این خرید اتوبوس‌های دو کابین و سه کابین ویژه طرح بی‌آرتی نیازمند، همکاری دولت است و نمی‌توان حتی یک دستگاه از این اتوبوس‌ها را بدون هماهنگی با مراجع قانونی وارد کشور کرد.» معاون عمرانی وزیر کشور نیز در این باره گفت: «سفارش جداگانه‌ای برای خرید اتوبوس‌های بی‌آرتی از سوی شهرداری تهران دریافت نکرده‌ایم و دستور خریدی نیز از سوی وزارت کشور داده نشده است، لذا تنها برای اتوبوس‌های دو کابینه‌ای که از پیش سفارش داده شده، اقدام خواهیم کرد.» مهندس هاشمی در گفتگو با خبرنگار «شهری» خبرگزاری دانشجویان ایران (ایسنا) در تاریخ ۲۵ شهریور ۸۶، دربارهٔ اعلام نظر وزیر کشور برای واردات اتوبوس‌های دو کابینه و استفاده آن در خطوط بی‌آرتی، افزود: «احتمالاً ایشان برداشت اشتباه از پرسش کرده‌اند، چرا که اتوبوس‌های دو کابینه را همین الان هم داریم و برای اتوبوس‌های بی‌آرتی سفارشی نداده‌ایم.» وی تصریح کرد: «اعلام وزیر برای اتوبوس‌های دو کابینه برای مصارف عادی ترابری شهری بوده است، به طوری که ۱۰۰۰ دستگاه اتوبوس دوکابینه سفارش داده شده و تا پیش از پایان سال وارد می‌شود.» هاشمی در ادامه افزود: «ممکن است از این اتوبوس‌ها برای خطوط بی‌آرتی استفاده شود و اشکالی نیز پیش نمی‌آید. در عین حال راه‌های خطوط ویژه برای ورود، تردد و جا به جایی اتوبوس‌های مورد نظر شهرداری فضای خالی ندارد.»
تا آنجایی که بنده اطلاع دارم همگی اتوبوس‌های بی‌آرتی موجود در کشور وارداتی هستند، برای حل مشکل کمبود اتوبوس در راه‌های کم مسافر شمار محدودی از گونه ۱۲ متری توسط شرکت پیشرو دیزل آسیا تولید و تحویل شده است و همچنان قابل تحویل است. اسفند امسال نیز از نخستین نمونه تولیدی اتوبوس ۱۸ متری این شرکت در نمایشگاه بین‌المللی تهران پرده‌برداری خواهد شد.
معضلات سامانه اتوبوس تندرو تهران
آنچه بعنوان یکی از معضلات در سامانه اتوبوس تندرو در ایران دیده شده، تردد انواع خودروهای شخصی (با چراغ ال ای دی) در خطوط ویژه است. این خودروها بدون اینکه از سوی مأموران راهنمایی و رانندگی متوقف و جریمه شوند، به راحتی در خطوط ویژه تردد می‌کنند. به گونه‌ای که از گونه رانندگی افراد پشت فرمان احتمال داده می‌شود که آنها برای فرار از ترافیک است که از خطوط ویژه تردد می‌کنند. اما بنابه قوانین ایران، تنها خودروهای مشخص شدهٔ امدادرسانی اورژانس یعنی آمبولانس‌ها، خودروی آتش‌نشانی و خودروهای نیروی انتظامی آن هم در تحت شرایط خاص و اضطراری، می‌توانند از این‌گونه خطوط استفاده کنند تا به یاری آسیب‌دیدگان ناشی از سوانح و حوادث یا دیگر کسانی بشتابند که نیاز به کمک یا رسیدگی فوری دارند. بنابر قانون این خودروها باید در «مرتفع‌ترین» نقطهٔ خود، که بخش سقف است، چراغ گردانِ همراه با آژیر نصب شده داشته باشند، در غیر اینصورت خودرو در گروه خودروهای عادی ارزیابی شده و بنابر قانون با آنان برخورد خواهد شد.
ورود اتوبوس‌های نو و نظرات شورای شهر
نایب رئیس شورای شهر تهران، ورود اتوبوس‌های نو به خطوط بی‌آرتی را اقدام بسیار مناسبی از سوی شهرداری تهران عنوان کرد که علاوه بر احترام به حقوق شهروندی، شهروندان را برای استفاده بیشتر از سامانه اتوبوسرانی ترغیب می‌کند. هر چند بعدها که در بالا اشاره شد همکاری دولت آقای احمدی‌نژاد در تسهیل واردات، معافیت گمرکی و … باعث بکارگیری ارزان و سهل این اتوبوس‌های دوکابین شد .حسن بیادی نایب رئیس شورای شهر تهران در گفتگو با خبرنگار «شهری» ایسنا در تاریخ ۸ شهریور ۸۷، با اشاره به ورود اتوبوس‌های دوکابین خارجی به ناوگان اتوبوسرانی شهر تهران، با بیان این که مردم تهران، شایسته گرفتن بهترین خدمات شهری هستند، گفت: «باید تلاش کرد که سطح کیفیت خدمات به شهروندان را ارتقا داد و به همین دلیل، هرگونه هزینه‌کردی برای به‌کارگیری اتوبوس‌های باکیفیت در خیابان‌های شهر تهران، تلاش برای احترام به حقوق شهروندان محسوب می‌شود.»

## خطوط و ایستگاه‌ها

### خطوط
| رنگ      | نشانه  | خط    | مسیر                                     | ایستگاه‌هاالف | درازا (کیلومتر) |
| -------- | ------ | ----- | ---------------------------------------- | ------------ | --------------- |
| بنفش     | BRT 1  | خط ۱  | چهارراه تهرانپارس به پایانه آزادی        | ۲۷           | ۱۷/۹            |
| آبی      | BRT 2  | خط ۲  | پایانه آزادی به پایانه خاوران            | ۲۹           | ۱۸/۱            |
| سبز تیره | BRT 3  | خط ۳  | پایانه خاوران به پایانه علم و صنعت       | ۱۸           | ۱۳/۶            |
| زرد      | BRT 4  | خط ۴  | پایانه افشار به پایانه جنوب              | ۲۴           | ۲۲              |
| سبز روشن | BRT 5  | خط ۵  | پایانه علم و صنعت به پایانه آرژانتین     | ۱۰           | ۹/۴             |
| زرد      | BRT 6  | خط ۶  | پایانه لاله به پایانه افشار              | ۱۷           | ۱۳/۷            |
| زیتونی   | BRT 7  | خط ۷  | میدان راه‌آهن به پایانه تجریش             | ۴۰           | ۱۸              |
| فیروزه‌ای | BRT 8  | خط ۸  | پایانه خاوران به پایانه جنوب             | ۶            | ۷/۲             |
| سفید     | BRT 9  | خط ۹  | پایانه لاله به پایانه جوانمرد قصاب       | ۲۰           | ۳۵/۵            |
| نارنجی   | BRT 10 | خط ۱۰ | دانشگاه علوم و تحقیقات به پایانه آزادگان | ۲۰           | ۲۳/۱            |
| کل:      | کل:    | کل:   | کل:                                      | ۲۱۲          | ۱۷۸/۵           |

توضیحات:
- الف  در انشعاب‌ها، ایستگاه مشترک هم در شمار ایستگاه‌های خط اصلی و هم در شمار ایستگاه‌های خط منشعب‌شده آمده است.[۱۵]

### ایستگاه‌ها
- فهرست ایستگاه‌های بی‌آرتی تهران

## ساخت سامانه اتوبوس تندرو

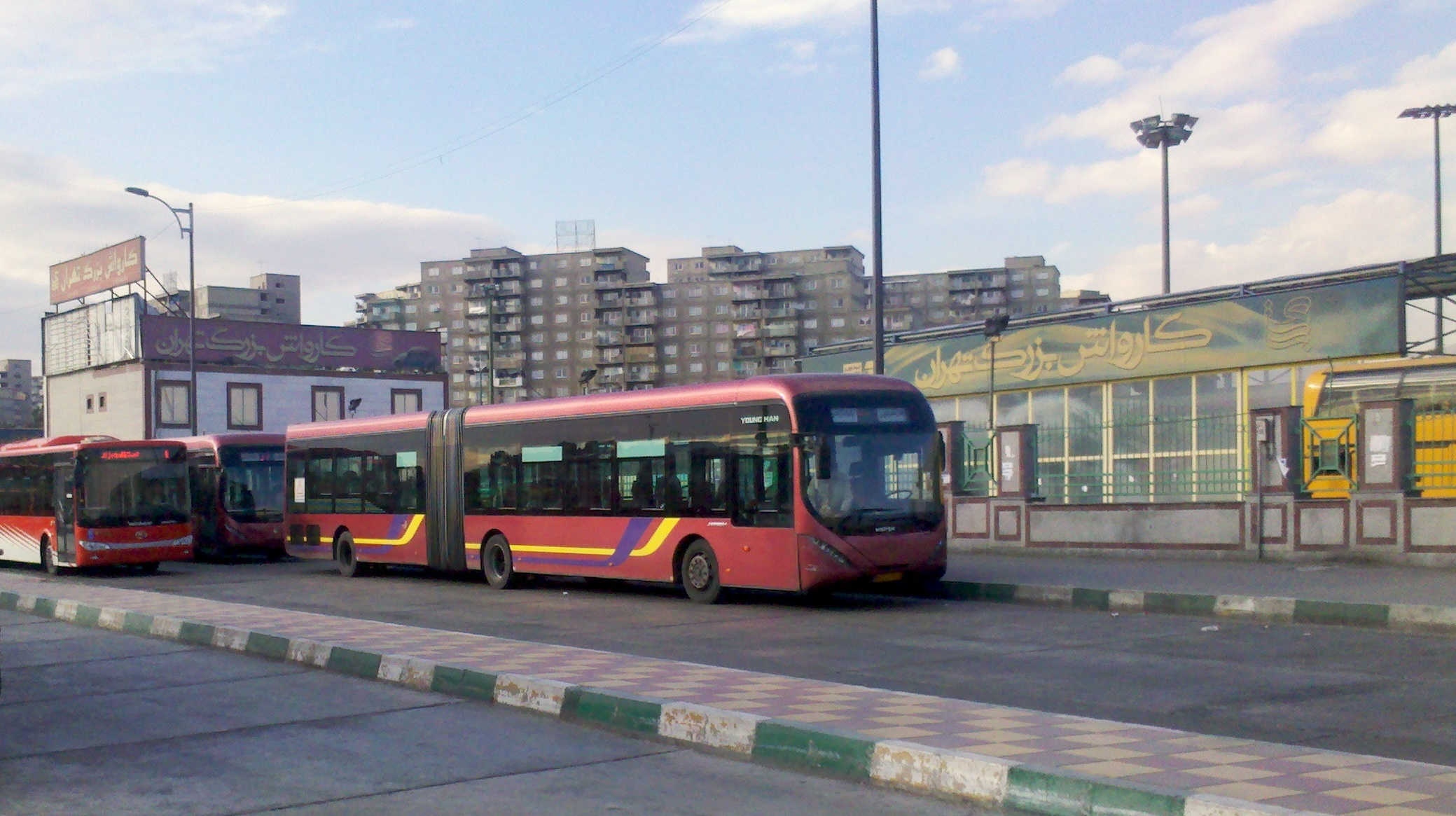
اتوبوس شرکت رنو ساخت شهاب خودرو در پایانه آزادی

پس از پایان این کش و قوس‌ها، سامانه اتوبوس تندرو که در آغاز کار «بی آر تی» خوانده می‌شد در خط ویژه دو طرفه‌ای که به وسیله نرده از خیابان اصلی جدا گشته بود و در وسط خیابان آزادی تا میدان انقلاب و از آنجا تا میدان فردوسی و بعد تا میدان امام حسین و پس از آن تا چهارراه تهرانپارس در ۲۶ ایستگاه ایجاد شده بود آغاز به کار نمود. در آغاز کار ایستگاه‌ها در کنار مسیر قرار داشتند و اتوبوس‌های «راست در» در این مسیر فعالیت می‌کردند. از ابتدا قرار بود که مانند دیگر کشورهایی که در آن سامانه تندرو موجود است ایستگاه‌های بخصوصی در وسط راه ایجاد شده و اتوبوس‌هایی که به همین منظور طراحی و تولید شده بودند و به اتوبوس «چپ در» معروف هستند، در این مسیر به حمل مسافر اقدام کنند. اما پیش از انجام این مهم، به‌طور موقتی مسافران در کنار راه منتظر می‌ماندند. در پی یک حادثه و تصادف یک اتوبوس با مسافرین که منجر به کشته و زخمی شدن شماری از شهروندان شد، روند احداث ایستگاه‌ها تسریع گشت.

### ایستگاه‌ها

نمای بیرونی ایستگاه میدان انقلاب

در طی دو شبانه‌روز و در جریان تعطیلات عید غدیر خم در سال ۱۳۸۶ با کوشش شبانه‌روزی ۴۰۰ نفر ۲۶ ایستگاه نصب گردید. این ایستگاه‌ها بیش از ۹۰٪ مراحل ساخت خود را در مدت دو ماه و نیم در کارگاه طی کرده بودند و تنها نیاز به نصب آن‌ها بود. طول این ایستگاه‌ها بین ۳۶ تا ۴۴ متر است. در این ایستگاه‌ها ۱۲ یا ۱۸ در برای ورود و خروج به اتوبوس (شش یا نه در سمت چپ و شش یا نه در سمت راست ایستگاه) که هر یک دارای یک کرکره می‌باشند که در هنگام شب و تعطیلی بسته می‌شوند و یک در (در برخی ایستگاه‌ها دو در) برای ورود و خروج مسافرین به ایستگاه نیز وجود دارد. کف آن با گونه‌ای عایق نرم پوشیده شده بود که برداشته شده است و دیواره‌های آن با شیشه‌های کلفت آبی رنگ و استحکامات فلزی پوشانده شده است. در هر ایستگاه دو نمایشگر «ال‌سی‌دی» که علاوه بر تبلیغات شهری، زمان ورود اتوبوس‌ها به ایستگاه را اعلام می‌کنند، وجود دارد. همچنین بلندگوهایی برای اطلاع‌رسانی و هشدار به مسافرین تعبیه گشته است.

اتوبوس‌های دوکابین بی‌آرتی در حال مسافرگیری

نخست کار تمهیدی برای دریافت بلیط از مسافرین اندیشیده نشده بود و حتی کسی نیز برای مراقبت و دریافت بلیط از مسافرین در ایستگاه‌ها گمارده نشده بود. اما پس از مدتی کیسه‌هایی برای دریافت بلیط، همراه با سه دستگاه ویژه خواندن بلیط اعتباری مترو که هر یک نیز دارای مخزنی برای بلیط کاغذی بودند، در ورودی ایستگاه تعبیه شدند که البته دستگاه‌ها هنوز راه‌اندازی نشده بودند و همچنین کسی نیز برای دریافت بلیط و نظارت وجود نداشت. سپس اشخاصی برای دریافت بلیط و نظارت استخدام شدند که در هر ایستگاه یک نفر در جلوی در ورودی می‌ایستاد.
پس از مدتی و با افزایش مسافرین شمار افراد ناظر در این ایستگاه‌ها افزایش یافت و شماری خانم و آقا برای نظارت بر دریافت بلیط و سوار و پیاده شدن مسافرین به اتوبوس در این ایستگاه‌ها به کار گرفته شدند. همچنین دستگاه‌هایی که برای خواندن بلیط‌های اعتباری مترو در نظر گرفته شده بودند نیز آغاز به کار نمودند. با همه این اقدامات مردم هنوز گهگاه شاهد بی‌نظمی در این ایستگاه‌ها هستند.

### اتوبوس‌ها
اتوبوس خط عادی

اتوبوس رنو ساخت شهاب خودرو

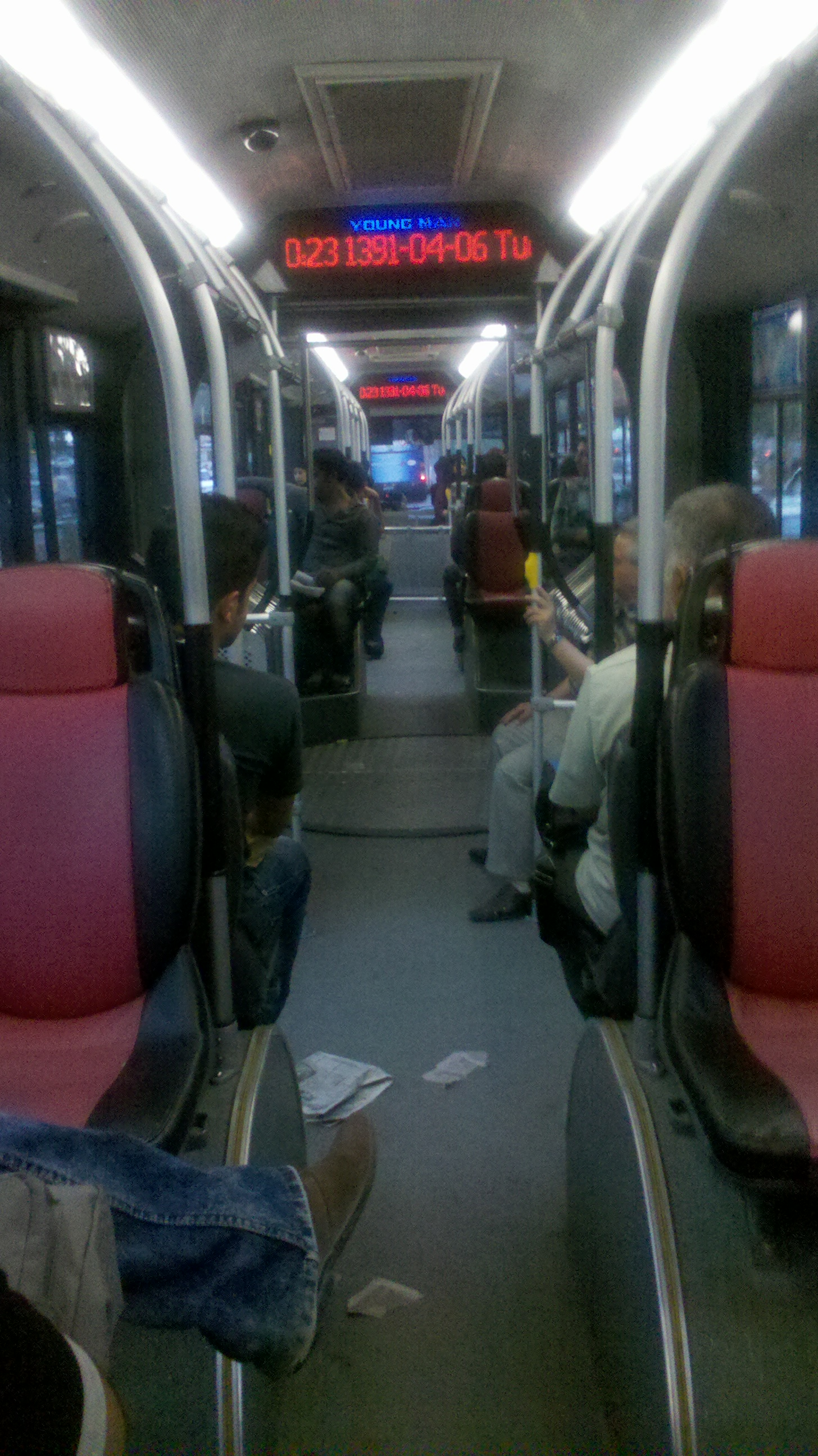
نمای داخل اتوبوس‌های BRT شرکت رنو

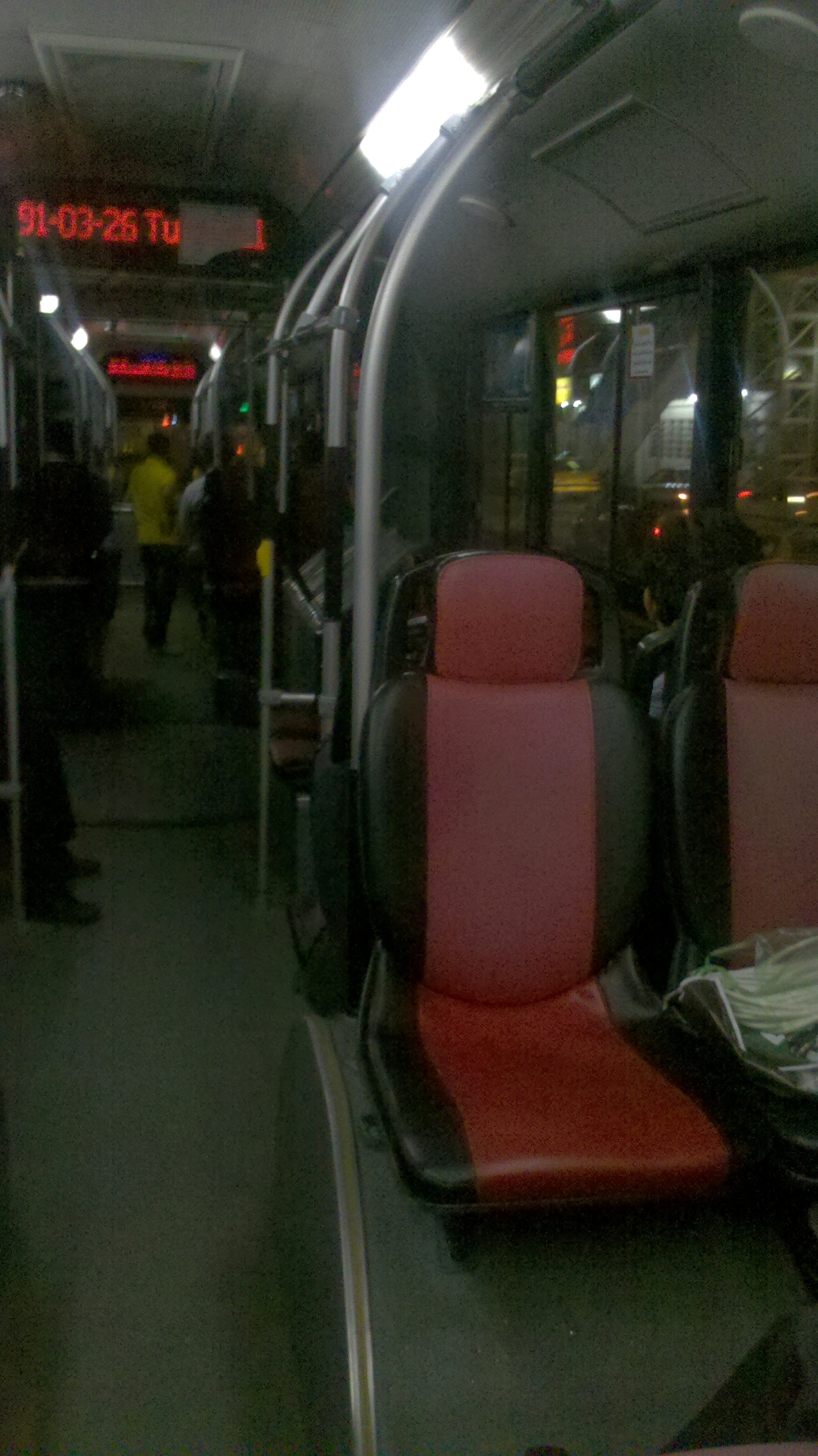
نمای داخل اتوبوس‌های BRT شرکت رنو

در آغاز کار که هنوز ایستگاه‌های جدید نصب نشده بود، اتوبوس‌های معمولی در این خط حرکت می‌کردند، این اتوبوس‌ها که از گونه «راست در» و از گونه بنز «OM ۴۵۷» و ساخت ایران خودرو بودند همه به رنگ سبز و زرد رنگ آمیزی شده بودند. اما پس از نصب ایستگاه‌ها، دو گونه اتوبوس و به دو رنگ وارد خط شدند. اتوبوس‌های «چپ در» که باز هم همگی به رنگ «آلبالویی» بودند و از گونه اتوبوس‌های رنو با استاندارد یورو ۲ و ساخت شهاب خودرو هستند. این اتوبوس‌ها همانند اتوبوس‌های معمولی و راست در، دارای دو در ورودی یکی در پشت و یکی در جلو هستند که در پشت به مردان و در جلو به زنان اختصاص یافته است. اما این درب‌ها در سمت چپ اتوبوس قرار گرفته‌اند و تنها ویژه ایستگاه‌های خطوط سامانه تندرو ساخته شده‌اند. این اتوبوس‌ها پله ندارند و به علت ارتفاع ایستگاه نصب شده از سطح زمین و همسطح بودن آن با اتوبوس، مسافرین مستقیماً وارد اتوبوس می‌شوند. در این اتوبوس‌ها ۶۰ نفر، به صورت ۴۰ نفر نشسته و ۲۰ نفر ایستاده جا می‌گیرند. کلاً ۲۴۸ دستگاه از این گونه اتوبوس در این خط به کار گرفته شدند.

## اتوبوس خط تندرو
گونه دوم اتوبوس‌ها، اتوبوس‌های زرد رنگ و «راست در» که در واقع اتوبوس‌های سریع‌السیر بودند. این اتوبوس‌ها که از گونه «اسکانیا» بودند تنها در پنج ایستگاه میدان آزادی (مبدأ)، میدان انقلاب، میدان فردوسی، میدان امام حسین و چهارراه تهرانپارس (مقصد) اقدام به پیاده و سوار کردن مسافر می‌کردند. هزینه بلیط این اتوبوس‌ها همانند دیگر اتوبوس‌ها بود. این گونه اتوبوس حتی در مبدأ و مقصد و میدان‌ها در ایستگاه‌های ویژه «بی آر تی» توقف نمی‌کردند و در میدان‌ها نیز در کنار میدان توقف می‌کردند. کلاً ۵۰ دستگاه از این اتوبوس در سامانه تندرو موجود بود. اکنون نیز به دلیل به‌کارگیری اتوبوس‌های دوکابین جدید، خدمت تندرو این خط برداشته شده است.

### امکانات داخل اتوبوس‌ها
این اتوبوس‌ها دارای سامانه موقعیت‌یاب جهانی است که با به‌کارگیری آن، سامانه سخنگو داخل اتوبوس می‌تواند ۲۰۰ متر مانده به ایستگاه و در خود ایستگاه نام آن را به مسافرین اعلام کند. سامانه موقعیت‌یاب جهانی به مرکز کنترل خط اجازه می‌دهد تا مکان هر اتوبوس را برای رعایت فاصله زمانی رسیدن هر اتوبوس به ایستگاه که دو دقیقه است، مشخص کند. همچنین نقشه‌هایی در اتوبوس که نشانگر مسیر و ایستگاه‌ها و خیابان‌های فرعی در اطراف ایستگاه‌ها می‌باشند نیز گذاشته شده است.

### اتوبوس دو کابینه
از دیگر اتوبوس‌هایی که در خط سامانه تندرو تهران فعالیت می‌کنند، اتوبوس‌های دو کابینه ۱۸ متری ساخت شرکت آلمانی «نئومان» هستند. این اتوبوس‌ها می‌توانند به اتوبوس‌های ۲۵ متری و سه کابینه تبدیل شوند.
سامانه گرمایشی و سرمایشی این اتوبوس‌ها به وسیله حسگرهایی کنترل می‌شود و اتوماتیک دمای هوا تنظیم می‌شود. سامانه گرمایشی این اتوبوس می‌تواند ۳۲ هزار کیلوکالری هوای گرم بر ساعت و سامانه سرمایشی آن ۴۶ هزار کیلوکالری هوای سرد بر ساعت تولید کند. یکی دیگر از امکانات این اتوبوس سامانه جلوگیری از ترمز ناگهانی است به‌طوری که سرنشینان آن هیچ حسی نمی‌کنند. همچنین این اتوبوس برای شرایط جوی ایران سفارش داده شده است.
این اتوبوس دارای سه در، در سمت چپ خود است که دو در به مردان و یک در به زنان اختصاص یافته است. از امکانات این درب‌ها مجهز بودن به سامانه مانیتورینگ است که راننده می‌تواند در صفحه مانیتور قرار داده شده در جلوی خود، ورود و خروج مسافرین را تحت نظر داشته باشد. همچنین به وسیله دوربینی که در پشت خودرو تعبیه گشته است، راننده می‌تواند در هنگام دنده عقب گرفتن، فضای پشت خودرو را نیز ببیند. همچنین نشانگرهای دیجیتالی در اتوبوس نصب شده است که نام ایستگاهی که اتوبوس در آن حضور دارد و نام ایستگاه بعدی درج می‌شد. موتور این اتوبوس نیز دارای استاندارد یورو ۳ است که با کمی تغییر می‌توان استاندارد آن را بالاتر نیز برد و در واقع یکی از بروزترین و پاک‌ترین خودروهای کنونی اروپا است. بنابر صحبت‌های سازنده آن، از این اتوبوس در جریان المپیک پکن در چین ۱۲۰۰ دستگاه استفاده شده و به‌شمار پنجاه هزار عدد از آن نیز در کشورهای اروپایی مشغول خدمات‌دهی می‌باشند. شرکت سازنده موتور این اتوبوس را ۲ سال و بدنه‌اش را ۱۰ سال گارانتی نموده است. همچنین در هر اتوبوس ۲۰۰ نفر به صورت ایستاده و نشسته جا می‌گیرند. اکنون (شهریور ۱۳۸۷) شمار ۷۰ دستگاه از این اتوبوس‌ها در خط سامانه تندرو رفت‌وآمد می‌کنند. همچنین هر کدام از این اتوبوس‌ها حدوداً ۲۵۰ میلیون تومان قیمت دارند. همچنین سوخت همگی اتوبوس‌ها سامانه تندرو گازوئیل است.

### اتوبوس سه کابینه
نخستین اتوبوس سه کابینه کشور با پیشران هیبریدی بهار سال ۱۳۹۲ وارد خطوط اتوبوسرانی تندرو تهران شد. متروباس هیبریدی صنایع خودرویی و ریلی آکیا دویچ با بدنه آلومینیوم به طول ۲۵ متر با ۴ محور و ۴ در مسافری با ظرفیت بیش از ۲۰۰ نفر مسافر با سامانه گرمایش/سرمایش با ظرفیت بسیار بالا جهت خطوط ترابری شهری است.

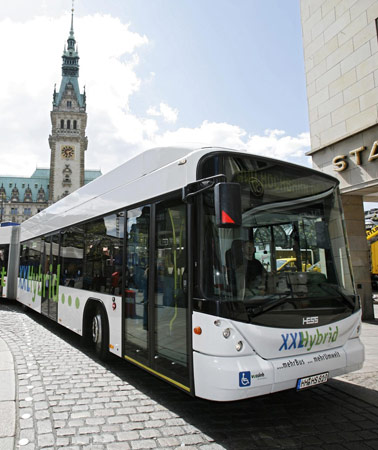
متروباس هیبریدی آکیا دویچ

ظرفیت بالای این خودرو با نیم نگاهی به ظرفیت میانگین ۱۸۰ نفری هر واگن قطار شهری و در مقایسه با نیازمندی‌های ساخت و آماده‌سازی راه جهت خطوط ریلی شهری، به هیچ وجه قابل اغماض نیست و مزیت چشمگیر این اتوبوس‌ها به همراه کاهش آلایندگی خطوط ترابری است که به لطف ادغام تکنولوژی اتصال کابین و تکنولوژی خودروهای هیبریدی فراهم شده است که به زودی این اتوبوس‌ها را به غول ناوگان ترابری عمومی شهری بدون ریل ایران تبدیل خواهد کرد.
برخی از مزایای اتوبوس‌ها هیبریدی
1. ظرفیت بالای پذیرش مسافر حداقل گنجایش ۳۴/۱ الی ۴۰/۱ برابر ظرفیت اتوبوس ۱۸ متری دو کابینه.
2. کنترل دقیق‌تر در مواقع بارندگی و یخبندان با عنایت سامانه هوشمند.
3. وزن بسیار پایین با توجه به بدنه آلومینیوم پیچ و مهره نسبت به اتوبوس با بدنه فلزی.
4. مصرف سوخت کمتر با توجه به کاهش وزن قابل توجه، ظرفیت مسافرگیری بالا.
5. کاهش فاحش آلودگی هوا.
6. با به‌کارگیری پیچ و مهره در اتصالات بدنه اتوبوس، تعویض قطعات صدمه دیده در تصادفات بسیار آسان و سریع و حداقل توقف اتوبوس در تعمیرگاه.
7. ۳۰٪ آسیب‌دیدگی کمتر نسبت به اتوبوس‌های با بدنه فلزی به جهت عدم جوشکاری در بدنه اتوبوس
8. بنابر استاندارد عمر اتوبوس بین ۲۰ الی ۲۵ سال و اتوبوس‌های با بدنه فلزی ۱۰ سال است.

## مشخصات خطوط اتوبوس تندرو در تهران
خطوط اتوبوس تندرو در حال حاضر ۱۰ خط می‌باشد و خطوط عادی بسیاری حذف شده تا برخی از خطوط تندرو تشکیل شود. از اشکالات اساسی این سامانه‌ها حذف خطوط موازی یا عادی اتوبوس در کنار این خطوط تندرو می‌باشد و با حذف این خطوط عادی اتوبوس، هدف این خطوط تندرو را که کاهش استفاده از خودروی شخصی و کاهش ترافیک و آلودگی هوا و تبعات آن بوده، به شدت زیر سئوال برده و از دیگر اشکالات حذف خطوط عادی اتوبوس، ازدحام شدید در اتوبوس‌های تندرو و عدم جوابگو بودن اتوبوس‌های تندرو به نسبت تعداد مسافران می‌باشد که با افزایش تعداد اتوبوس‌ها فقط صف اتوبوس‌ها در خطوط تندرو بیشتر می‌شود و تأثیری در زمان و بهره‌وری خطوط ندارد. خطوط عادی اتوبوس فقط در ایجاد دو خط تندرو ۸ (پایانه خاوران - پایانه جنوب) و ۹ (پایانه لاله - پایانه متروی جوانمرد قصاب) آسیب ندیده‌اند و گرنه در ایجاد سایر خطوط به شدت آسیب بر پیکره خطوط عادی اتوبوس وارد شده است.

### خط ۱: روزانه (چهارراه تهران‌پارس ۱۰۱ پایانه آزادی)؛ شبانه (چهارراه تهران‌پارس ۹۰۱ پایانه آزادی)
خط ۱ به درازای ۱۸٫۵ کیلومتر (۱۱٫۵ مایل) و شمار ایستگاه‌های آن در مسیر حرکت از مبدأ (چهارراه تهران‌پارس) ۲۶ ایستگاه و شمار ایستگاه‌های مسیر برگشت ۲۷ ایستگاه است، این خط در تاریخ ۲۲ اردیبهشت ۱۳۸۶ آغاز به کار و مسافرگیری شهروندان کرد. این خط شمال شرق تهران را به غرب آن متصل می‌کند. این خط چهارراه تهران‌پارس تا میدان امام حسین (ع) را در خیابان دماوند با راهی مایل طی می‌کند و پس از آن، از میدان امام حسین (ع) تا پایانه آزادی در میدان آزادی را در خیابان انقلاب اسلامی و خیابان آزادی با راهی راست به سوی غرب تهران طی می‌کند. کل این راه به‌طور عادی ۴۵ دقیقه به درازا می‌انجامد.
خطوط حذف شده برای ایجاد این خط که باعث ازدحام مسافران در این مسیرها، کاهش رغبت شهروندان به حمل و نقل عمومی، فشار جمعیت، درگیری
، جیب بری و … شده عبارتند از: ۱- خط ۱ و ۲ برقی (دپوی شرق - میدان امام حسین) ۲- خط ۱۱۲ (میدان امام حسین - پایانه آزادی) ۳- خط ۱۱۴ (میدان امام حسین - میدان انقلاب) ۴- خط ۱۱۶ (میدان امام حسین - میدان ولیعصر) ۵- خط ۲۱۷ (میدان امام حسین - میدان امام خمینی) ۶- خط ۲۲۰ (چهارراه تهرانپارس - میدان انقلاب) ۷- خط ۲۲۴ (میدان نبوت - میدان انقلاب) ۸- خط ۲۲۶ (چهارراه تهرانپارس - میدان ولیعصر) ۹- خط ۲۲۸ (خاقانی - میدان امام خمینی) ۱۰- خط ۴۳۶ (میدان امام حسین - میدان راه‌آهن) ۱۱- خط ۵۱۱ (فرودگاه - میدان انقلاب) ۱۲- خط ۵۳۲ (پایانه آزادی - پایانه فیاض بخش) ۱۳- خط ۵۳۳ (پایانه آزادی - میدان ولیعصر) ۱۴- خط ۸۲۱ (شهرک اکباتان - میدان ولیعصر) ۱۵- خط ۸۲۳ (شهرک اکباتان - میدان انقلاب) ۱۶- خط ۸۲۵ (شهرک اکباتان - ایستگاه مترو سهرورد)

اتوبوس دوکابینه در ایستگاه میدان انقلاب

این مسیر دارای چند تقاطع است که برای رفع آن‌ها شهرداری تصمیم به ساخت دو پل نموده بود.
پل بهبودی: این پل که پس از چند ماه از آغاز کار و تا پیش از ساخت کامل به علت این که ساخت آن به نمای شهر آسیب می‌رساند، تخریب گردید. این پل قرار بود بر روی تقاطع خیابان بهبودی قرار بگیرد.
پل روشندلان: هم‌زمان با ساخت پل بهبودی، ساخت پلی در پیچ شمیران به نام پل روشندلان آغاز گردید. طول این پل ۳۲۰ تا ۳۳۰ متر و عرض آن را ۱۵ متر است و به علت عرض بسیار، این پل مساحت کل خیابان را پوشش می‌دهد و علاوه بر اتوبوس‌های خط تندرو، دیگر خودروها نیز می‌توانند از روی آن بگذرند. هزینه ساخت این پل همانند پل بهبودی چهار میلیارد تومان عنوان شد.
همچنین همه تقاطع‌ها به سامانه چراغ راهنمایی هوشمند مجهز شده‌اند تا اتوبوس در پشت چراغ راهنمایی نماند. همچنین قرار است چراغ‌های راهنمایی به سامانه‌ای مجهز شوند که با ورود اتوبوس به تقاطع چراغ سبز شود.

اتوبوس دوکابینه در نمای روبه‌رو

### خط ۲: روزانه (پایانه خاوران ۱۰۲ پایانه آزادی)؛ شبانه (پایانه خاوران ۹۰۲ پایانه آزادی)
خط ۲ به درازای ۱۸٫۵ کیلومتر (۱۱٫۵ مایل) و شمار ایستگاه‌های آن در مسیر حرکت از مبدأ (پایانه خاوران) ۲۷ ایستگاه و شمار ایستگاه‌های مسیر برگشت ۲۸ ایستگاه است، این خط در تاریخ ۲۷ خرداد ۱۳۸۷ آغاز به کار و مسافرگیری شهروندان کرد. این خط جنوب شرق را به غرب می‌رساند که از پایانه خاوران در سه راه افسریه آغاز می‌شود و با گذر از خیابان خاوران، میدان خراسان، خیابان مولوی، خیابان هلال احمر، خیابان قزوین، میدان شمشیری، میدان فتح، بزرگراه آیت الله سعیدی، به پایانه آزادی در میدان آزادی می‌رسد.
خطوط حذف شده برای ایجاد این خط که باعث ازدحام مسافران در این مسیرها، کاهش رغبت شهروندان به حمل و نقل عمومی، افزایش شدید تعداد موتورسواران، افزایش استفاده از خودروهای شخصی، ترافیک، آلودگی هوا، فشار جمعیت، درگیری، جیب بری و … شده عبارتند از: ۱- خط ۳۲۵ (پایانه خاوران - میدان امام حسین) ۲- خط ۳۳۲ (پایانه هاشم‌آباد، اتابک - سعدی جنوبی) ۳- خط ۳۳۶ (پایانه خاوران - میدان خراسان) ۴- خط ۳۳۷ (پایانه خاوران - ناصر خسرو) ۵- خط ۳۳۸ (میدان خراسان - سعدی جنوبی) ۶- خط ۳۴۷ (پایانه خاوران - میدان راه‌آهن) ۷- خط ۳۵۸ (پایانه هاشم‌آباد، منصور - میدان محمدیه) ۸- خط ۴۳۰ (میدان شمشیری - میدان قیام) ۹- خط

### خط ۳: روزانه (پایانه علم و صنعت ۱۰۳ پایانه خاوران)؛ شبانه (پایانه علم و صنعت ۹۰۳ پایانه خاوران)
خط ۳ به درازای ۱۳٫۵ کیلومتر (۸٫۴ مایل) و شمار ایستگاه‌های آن در مسیر حرکت از مبدأ (پایانه علم و صنعت) ۱۸ ایستگاه و شمار ایستگاه‌های مسیر برگشت ۱۸ ایستگاه است، این خط در تاریخ ۲۷ دی ۱۳۸۷ آغاز به کار و مسافرگیری شهروندان کرد. این خط پایانه خاوران در جنوب شرق تهران را به پایانه علم و صنعت در شرق تهران می‌رساند که از پایانه خاوران آغاز و در ادامه از بزرگراه بسیج، میدان شهید کلاهدوز، خیابان سی متری نیروی هوایی، خیابان امامت، خیابان آیت، میدان نبوت (هفت حوض) گذر نموده و در نهایت به پایانه علم و صنعت می‌رسد. از شهریور ۱۳۸۷ مطالعات اجرایی این خط آغاز شد و در ۲۷ دی ۱۳۸۷ به بهره‌برداری رسید.
خطوط حذف شده برای ایجاد این خط عبارتند از: ۱- خط ۹۲۰ (پایانه علم و صنعت - میدان آرژانتین) ۲- خط ۹۲۹ (میدان رسالت - میدان شهید کلاهدوز) ۳- خط ۳۳۹ (پایانه خاوران - میدان شهید کلاهدوز)

### خط ۴: روزانه (پایانه شهید افشار ۱۰۴ پایانه جنوب)؛ شبانه (پایانه شهید افشار ۹۰۴ پایانه جنوب)
خط ۴ به درازای ۲۱٫۵ کیلومتر (۱۳٫۴ مایل) و شمار ایستگاه‌های آن در مسیر حرکت از مبدأ (پایانه شهید افشار) ۲۴ ایستگاه و شمار ایستگاه‌های مسیر برگشت ۲۴ ایستگاه است، این خط در فاز نخست از پایانه افشار تا میدان جمهوری در تاریخ ۱۶ مرداد ۱۳۸۹ از پایانه افشار تا میدان جمهوری و فاز دوم آن از میدان جمهوری تا پایانه جنوب در تاریخ ۱۰ مهر ۱۳۹۰ مورد بهره‌برداری قرار گرفت. این خط از پایانه شهید افشار واقع در شمال شرقی چهارراه پارک وی در شمال تهران آغاز و به پایانه جنوب واقع در بزرگراه بعثت در جنوب تهران می‌رسد که از چهارراه پارک وی آغاز و پس از طی مسیر از بزرگراه شهید چمران، میدان توحید، بزرگراه شهید نواب صفوی، خیابان شهید تندگویان و بزرگراه بعثت به پایانه جنوب ختم می‌شود.
خطوط حذف شده برای ایجاد این خط که باعث ازدحام مسافران در این مسیرها، کاهش رغبت شهروندان به حمل و نقل عمومی، فشار جمعیت، درگیری
، جیب بری و … شده عبارتند از: ۱- خط ۶۳۳ (میدان تجریش - میدان انقلاب) ۲- خط ۶۳۴ (میدان تجریش - مترو نواب) ۳- خط ۶۵۸ (میدان ونک - میدان جمهوری) ۴- خط ۱۰۱۰ (پایانه تجریش - پایانه آزادی) ۵-خط ۴۱۶ (پایانه شهید سروری - میدان بهمن) ۶- خط ۴۴۲ (میدان راه‌آهن - میدان توحید) ۷- خط ۴۵۰ (پایانه جنوب - میدان انقلاب)

### خط ۵: روزانه (پایانه علم و صنعت ۱۰۵ پایانه بیهقی)؛ شبانه (پایانه علم و صنعت ۹۰۵ پایانه بیهقی)
خط ۵ به درازای ۹٫۵ کیلومتر (۵٫۹ مایل) و شمار ایستگاه‌های آن در مسیر حرکت از مبدأ (پایانه علم و صنعت) ۱۰ ایستگاه و شمار ایستگاه‌های مسیر برگشت ۱۰ ایستگاه است، این خط در تاریخ ۲۲ شهریور ۱۳۹۱ آغاز به کار و مسافرگیری شهروندان کرد. این خط از پایانه علم و صنعت در حوالی محله دردشت شرق تهران و یکی از ایستگاه‌های شرقی آغاز و پس از طی مسیر بزرگراه رسالت به پایانه بیهقی در حوالی میدان آرژانتین متصل می‌شود. نکته جالب توجه طراحی این خط تندرو در مسیر پیشین خط عادی ۲۰–۹ (پایانه علم و صنعت - میدان آرژانتین) است که این خط در آغاز سال ۱۳۸۹ به علت کمبود مسافر و تقاضا حذف شد که بر خلاف نظر کارشناسان اتوبوسرانی کمبود مسافر دلیل حذف خط فوق نبود، بلکه ضعف خدمات‌دهی در منطقه ۹ اتوبوسرانی (پیشین) علت جمع‌آوری خط بوده و هم‌اکنون این خط با خدمات‌دهی مرتب یکی از پرمسافرترین خطوط تندرو تهران است. این خط در مسیر رفت و برگشت ایستگاه‌های ذیل را پوشش می‌دهد: پایانه علم و صنعت، دکتر آیت (متروی سرسبز)، میدان رسالت، کرمان، اثنی عشری (۱۶ متری اول)، استاد حسن بنا (چهارراه مجیدیه)، سید خندان، بهشت مادران (غرب پل سیدخندان)، مترو مصلی (خط یک)، پایانه بیهقی
خطوط حذف شده برای ایجاد این خط که باعث ازدحام مسافران در این مسیرها، کاهش رغبت شهروندان به حمل و نقل عمومی، افزایش استفاده از خودروی شخصی، ترافیک، آلودگی هوا، فشار جمعیت، جیب بری و … شده عبارتند از: ۱- خط ۹۱۲ (چهارراه اشراق - پایانه بیهقی) ۲- خط ۹۱۹ (میدان رسالت - پایانه شهید بهشتی) ۳- خط ۱۰۳۴ (میدان قدس - میدان رسالت) ۴- خط ۲۱۴ (بنی هاشم - خیابان معلم) ۵- خط ۹۳۰ (پایانه علم و صنعت - فرهنگسرای اشراق)

### خط ۶: روزانه (پایانه لاله ۱۰۶ پایانه شهید افشار)
خط ۶ به درازای ۱۴٫۵ کیلومتر (۹٫۰ مایل) و شمار ایستگاه‌های آن در مسیر حرکت از مبدأ (پایانه لاله) ۱۹ ایستگاه و شمار ایستگاه‌های مسیر برگشت ۱۷ ایستگاه است، این خط در تاریخ ۲۹ شهریور ۱۳۹۳ آغاز به کار و مسافرگیری شهروندان کرد. این خط بدون خط ویژه مشغول فعالیت است و فقط اسم خط تندرو را یدک می‌کشد. این مسیر یک خط عادی اتوبوس و همراه با ترافیک شدید بلوار ارتش، بزرگراه‌های بابایی - صدر و مدرس مسافران را با اتلاف وقت بالا جابجا می‌نماید . هر چند طراحی نخستین و درست خط در مسیر بزرگراه شهید بابایی با مبدأ پایانه یاس فاطمی (حد فاصل بزرگراه شهید باقری تا پل استخر) بوده اما مسیر آن به دلایل نامشخص هم جهت با خط ۳ مترو و خط ۹ تندرو از نوبنیاد تا پایان بلوار ارتش و پایانه لاله تغییر یافته و باعث کثرت خطوط ترابری عمومی در بلوار ارتش و فقر آن در بزرگراه شهید بابایی شده است. این خط در مسیر رفت شامل ایستگاه‌های پایانه لاله، کوی یاس، کوثر، دانشگاه اهل بیت، سازمان جنگل‌ها، ایران خودرو، شهرک شهید محلاتی، دانشگاه پیام نور، ازگل، اراج، شهرک شهید رجایی، نوبنیاد، اختیاریه (شمالی)، دیباجی، قیطریه، بهار، دستور، الهیه و پایانه شهید افشار و در مسیر برگشت از پایانه شهید افشار، ابتدای بلوار آفریقا، دستور، بهار، قیطریه، دیباجی، اختیاریه (شمالی)، نوبنیاد، شهرک شهید رجایی، گلچین (ابتدای ازگل)، دانشگاه پیام نور، مینی سیتی، شهرک شهید محلاتی، شهرک ابوذر، کوثر، مرکز آموزش و الکترونیک، پایانه لاله را پوشش می‌دهد.
خطوط حذف شده برای ایجاد این خط که باعث کاهش رغبت شهروندان به حمل و نقل عمومی، افزایش استفاده از خودروی شخصی، ترافیک، آلودگی هوا، فشار جمعیت، جیب بری و … شده عبارتند از: ۱- خط ۹۵۱ (پایانه شهید دستواره - پایانه شهید افشار) ۲- خط ۱۰۲۱ (پایانه شهید دستواره - میدان هفتم تیر) ۳- خط ۲۷۳۹ (پایانه شهید دستواره - چهارراه اشراق)

### خط ۷: روزانه (چهارراه پارک وی پایانه معین)؛ شبانه (چهارراه پارک وی میدان راه‌آهن)
خط ۱۵۲ به درازای ۱۸ کیلومتر (۱۱ مایل) و شمار ایستگاه‌های آن در مسیر حرکت از مبدأ (پارک وی) ۳۱ ایستگاه و شمار ایستگاه‌های مسیر برگشت ۳۷ ایستگاه است که در ۳ بازه زمانی ۱۶ و ۲۷ مرداد ۱۳۸۸ و ۲۹ شهریور ۱۳۸۹ افتتاح و مورد بهره‌برداری قرار گرفت. این خط به صورت یکپارچه و در مسیر خیابان ولیعصر از چهارراه پارک وی تا میدان راه‌آهن مشغول فعالیت است. کرایه این خط به‌طور سالیانه تغییر می‌نماید. این خط نخست بی‌آرتی نبود و پس از اقدامات اساسی به‌طور استثنایی و دقیق ساماندهی شد. اتوبوس‌های دوکابین نیز به صورت کامل در خط فعال شده‌اند.
خطوط حذف شده برای ایجاد این خط که باعث ازدحام مسافران در این مسیرها، کاهش رغبت شهروندان به حمل و نقل عمومی، افزایش استفاده از خودروی شخصی، ترافیک، آلودگی هوا، فشار جمعیت، درگیری، جیب بری و … شده عبارتند از: ۱- خط ۱۲۰ (میدان ونک - میدان امام خمینی) ۲- خط ۱۲۳ (میدان تجریش - میدان ولیعصر) ۳- خط ۱۳۳ (پارک سوار بیهقی - چهارراه ولیعصر) ۴- خط ۲۱۵ (میدان ولیعصر - میدان بهارستان) ۵-خط ۴۱۱ (میدان راه‌آهن - میدان ولیعصر) ۶- خط ۴۱۷ (میدان راه‌آهن - میدان‌بهارستان) ۷- خط ۴۲۵ (جوادیه - میدان ولیعصر) ۸- خط ۴۳۸ (پایانه جنوب - میدان ولیعصر) ۹- خط ۴۳۹ (میدان شمشیری - میدان ولیعصر) ۱۰- خط ۴۴۰ (نازی‌آباد - میدان ولیعصر) ۱۱- خط ۴۴۱ (میدان راه‌آهن - ابتدای خ. شهید مطهری) ۱۲- خط ۴۱۰ (میدان راه‌آهن - میدان ونک) ۱۳- خط ۹۲۳ (میدان رسالت - بزرگمهر) ۱۴- خط ۱۰۱۶ (میدان تجریش - میدان هفتم تیر) ۱۵- خط ۱۰۱۸ (پایانه تجریش - میدان آرژانتین) ۱۶- خط ۱۰۳۲ (پایانه تجریش - ولنجک) ۱۷- خط ۱۰۳۳ (پایانه تجریش - مترو شهید حقانی) ۱۸ - خط ۶۳۶ (میدان صنعت - میدان تجریش)

### خط ۸: روزانه (پایانه خاوران ۱۰۸ پایانه جنوب)؛ شبانه (پایانه خاوران ۹۰۸ پایانه جنوب)
خط ۸ به درازای ۷ کیلومتر (۴٫۳ مایل) و شمار ایستگاه‌های آن در مسیر حرکت از مبدأ (پایانه خاوران) ۶ ایستگاه و شمار ایستگاه‌های مسیر برگشت ۶ ایستگاه است، این خط در تاریخ ۲۹ تیر ۱۳۹۲ آغاز به کار و مسافرگیری شهروندان کرد. این خط عنوان کوتاه‌ترین خط تندروی تهران از پایانه خاوران آغاز و در بزرگراه بعثت به پایانه جنوب متصل می‌شود. ایستگاه‌های این خط دررفت و برگشت شامل پایانه خاوران، شهرک شهید بروجردی، شاهد، پایان خیابان ۱۷ شهریور، پارک بعثت، پایانه جنوب است.

### خط ۹: روزانه (پایانه لاله ۱۰۹ پایانه مترو جوانمرد قصاب)؛ شبانه (پایانه لاله ۹۰۹ پایانه مترو جوانمرد قصاب)
خط ۹ به درازای ۳۴ کیلومتر (۲۱ مایل) و شمار ایستگاه‌های آن در مسیر حرکت از مبدأ (پایانه لاله) ۳۴ ایستگاه و شمار ایستگاه‌های مسیر برگشت ۳۴ ایستگاه است، این خط در تاریخ اول اسفند ۱۳۹۲ آغاز به کار و مسافرگیری شهروندان کرد. این خط به عنوان طولانی‌ترین خط بی آر تی کشور، شمال شهر را به جنوب آن می‌رساند که از انتهای بلوار ارتش (پایانه لاله) در شمالی‌ترین بخش آغاز و در ادامه از بزرگراه امام علی گذر کرده و در جنوبی‌ترین بخش تا بزرگراه شهید کریمی، بلوار شهید دستواره (جوانمرد قصاب) تا پایانه متروی جوانمرد قصاب ادامه دارد. مدیر کل مهندسی و ایمنی ترافیک شهرداری تهران با اشاره به ۲ پایانه خط ۹ بی آر تی از ایستگاه‌های سبلان، اکبر نژاد، شهید مدنی، دماوند، صفا و ابراهیمی به عنوان ۶ ایستگاه ساخته شده توسط سازمان مهندسی و عمران شهرداری در این پروژه یاد کرد و افزود: از مجموع ۵۲ ایستگاه، ۱۷ ایستگاه به صورت ۲ طرفه و ۳۵ ایستگاه به صورت یک طرفه است. آقایی تصریح کرد: ۱۳ ایستگاه دو طرفه و ۱۴ ایستگاه یک طرفه در بزرگراه شهید کریمی، ۱۴ ایستگاه دو طرفه و ۱۸ ایستگاه یک طرفه در بزرگراه امام علی و ۱۳ ایستگاه یک طرفه در بزرگراه ارتش در مجموع ۵۲ ایستگاه خط ۹ بی آر تی را به خود اختصاص داده است. وی با یادآوری اینکه خط ۹ بی آر تی با ۳۶ کیلومتر طول حد فاصل پایانه لاله تا پایانه متروی جوانمرد قصاب، عنوان بلندترین خط بی آر تی را به خود اختصاص داده است، ادامه داد: ۲۹ کیلومتر از این پروژه در بزرگراه امام علی (حد فاصل بلوار ارتش تا بزرگراه شهید کریمی) بوده ضمن اینکه بزرگراه شهید کریمی حد فاصل تقاطع امام علی تا بلوار شهید دستواره (جوانمرد قصاب) با ۴ کیلومتر و نیز بلوار ارتش حد فاصل پایانه لاله تا تقاطع امام علی نیز ۳ کیلومتر از این پروژه را به خود اختصاص داده است.

### خط ۱۰: روزانه (دانشگاه علوم و تحقیقات ۱۱۰ پایانه آزادگان، دانشگاه علوم و تحقیقات ۱۵۳ میدان آزادی)؛ شبانه (دانشگاه علوم و تحقیقات ۹۱۰ پایانه آزادگان)
خط ۱۰ به درازای ۲۳٫۵ کیلومتر (۱۴٫۶ مایل) و شمار ایستگاه‌های آن در مسیر حرکت از مبدأ (دانشگاه علوم و تحقیقات) ۲۵ ایستگاه و شمار ایستگاه‌های مسیر برگشت ۲۴ ایستگاه است که در دو بازه زمانی ۳۱ خرداد ۱۳۹۰ (دانشگاه علوم و تحقیقات - پایانه آزادی) و ۱۲ تیر ۱۳۹۵ (دانشگاه علوم و تحقیقات - پایانه آزادگان) افتتاح و مورد بهره‌برداری قرار گرفت. این خط از دانشگاه علوم و تحقیقات در شمال غرب تهران آغاز می‌شود و با گذر از بزرگراه شهید اشرفی اصفهانی، بزرگراه محمد علی جناح و بزرگراه آیت الله سعیدی؛ از اماکن مهمی همچون دانشگاه علوم و تحقیقات تهران، چهار دیواری، پونک، فلکه دوم صادقیه، ایستگاه مترو صادقیه (خط ۲)، ایستگاه مترو میدان آزادی (خط ۴)، میدان آزادی، پایانه شهید سروی، ایستگاه مترو نعمت‌آباد (خط ۳) و ایستگاه مترو آزادگان (خط ۳) گذر کرده و در نهایت به پایانه آزادگان در جنوب غرب تهران منتهی می‌شود.

اتوبوس دوکابینه در میدان آزادی

خطوط حذف شده برای ایجاد این خط که باعث ازدحام مسافران در این مسیرها، کاهش رغبت شهروندان به حمل و نقل عمومی، افزایش استفاده از خودروی شخصی، ترافیک، آلودگی هوا، فشار جمعیت، جیب بری و … شده عبارتند از: ۱- خط ۸۲۲ (پونک - حصارک) ۲- خط ۸۲۴ (پونک - پایانه آزادی) ۳ - خط ۵۲۷ (پایانه شهید سروری - متروی صادقیه) ۴- خط ۶۲۸ (فلکه دوم صادقیه - میدان شمشیری)